# Herb Łukty

Herb Łukty

Herb Łukty przedstawia 5 pałek wodnych na srebrnym polu, wychodzących z wody. Motyw ten nawiązuje do położenia wsi i jej historii. Nazwa miejscowości pochodzi od staropruskiego słowa "Lucte" oznaczającego sitowie. Początkowo w herbie znajdowało się sitowie, ale w 1939 r. zostało zastąpione pałkami wodnymi, które symbolizują 5 dróg wiodących do Łukty.